# 野菜スープ

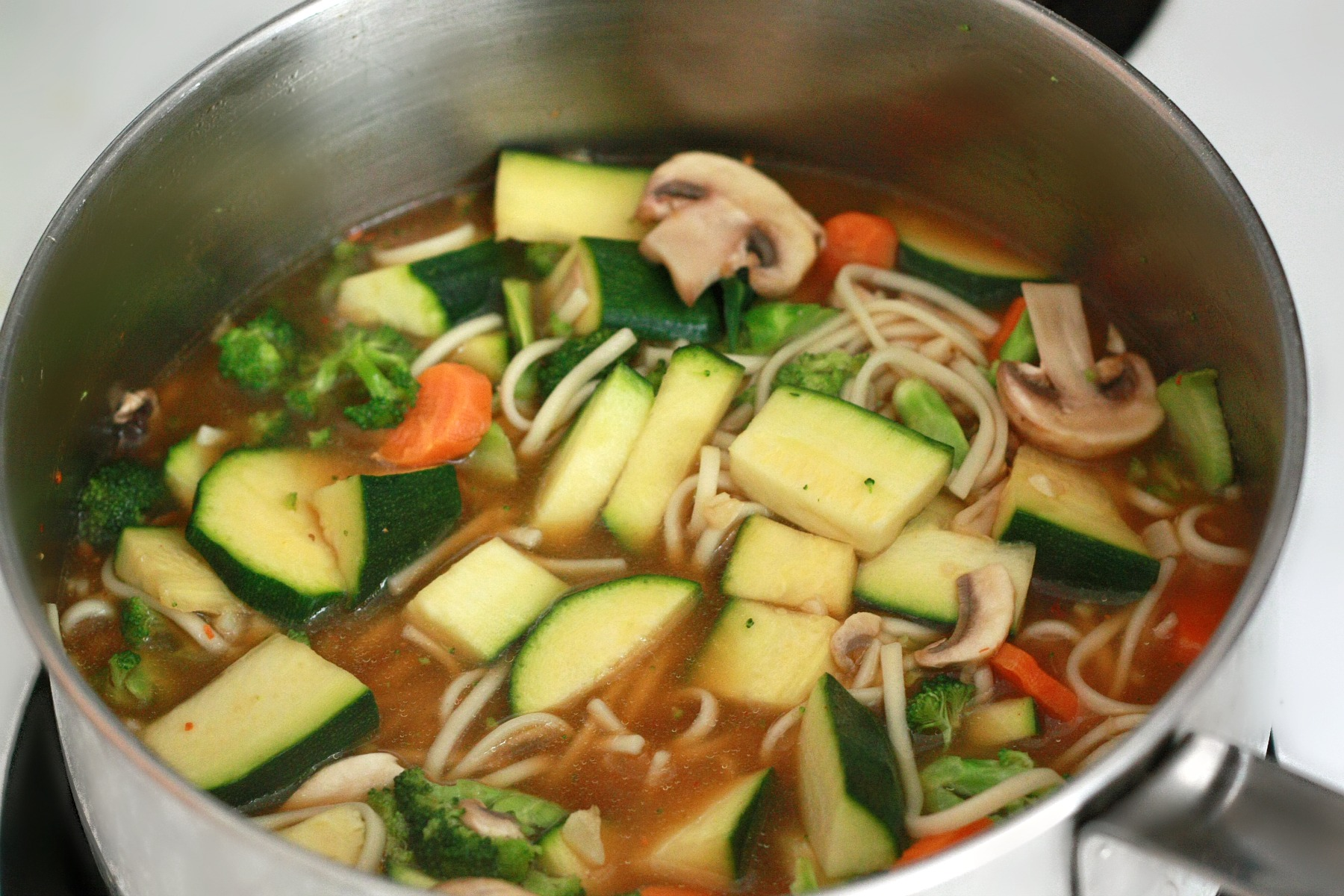
野菜とヌードルを入れた調理中のスープ

野菜スープ（やさいスープ、英: vegetable soup）は、野菜を主な材料とするスープである。古代から存在しており、21世紀では大量生産されている。

## 特徴

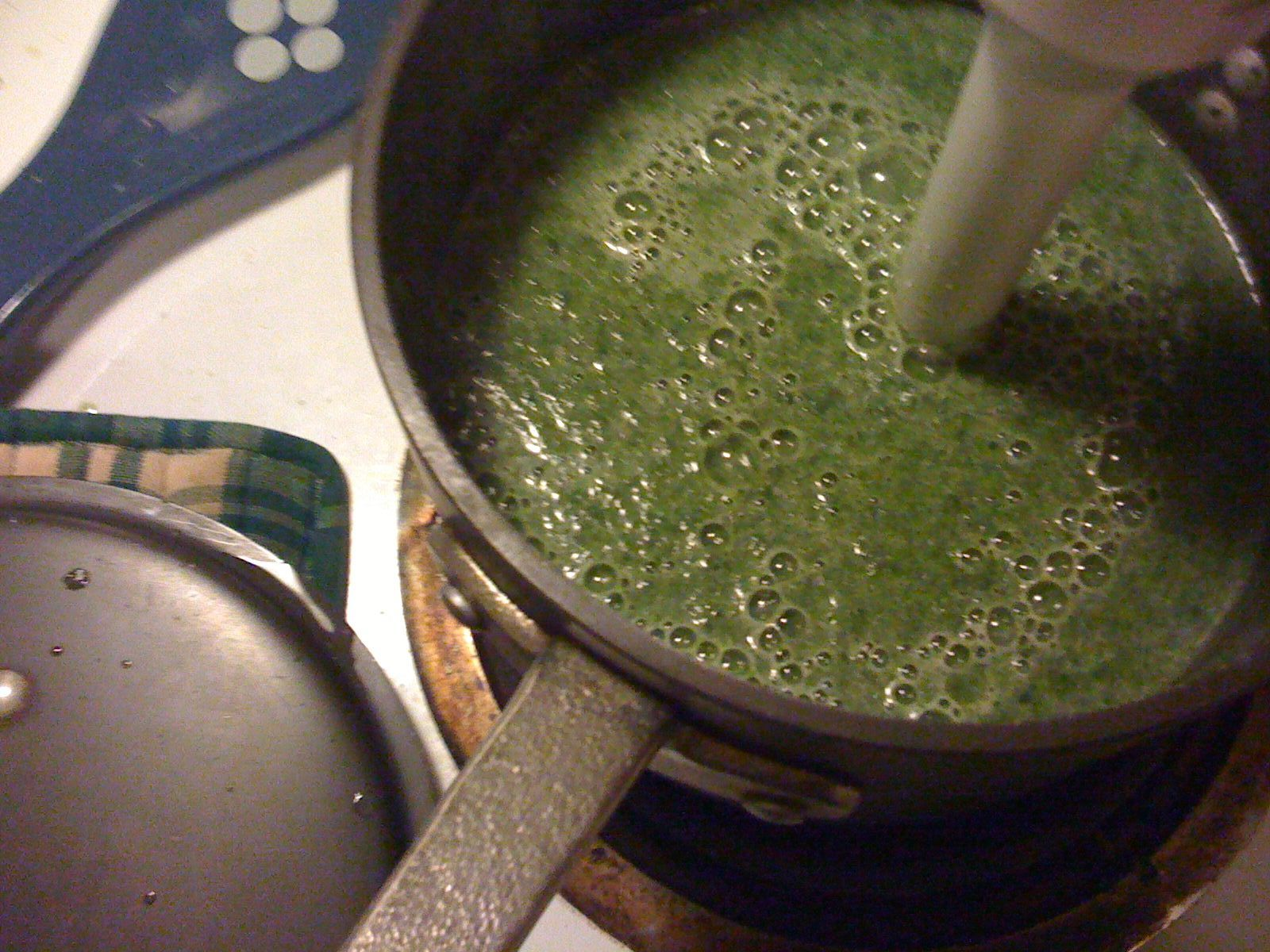
ホウレンソウのクリームスープ

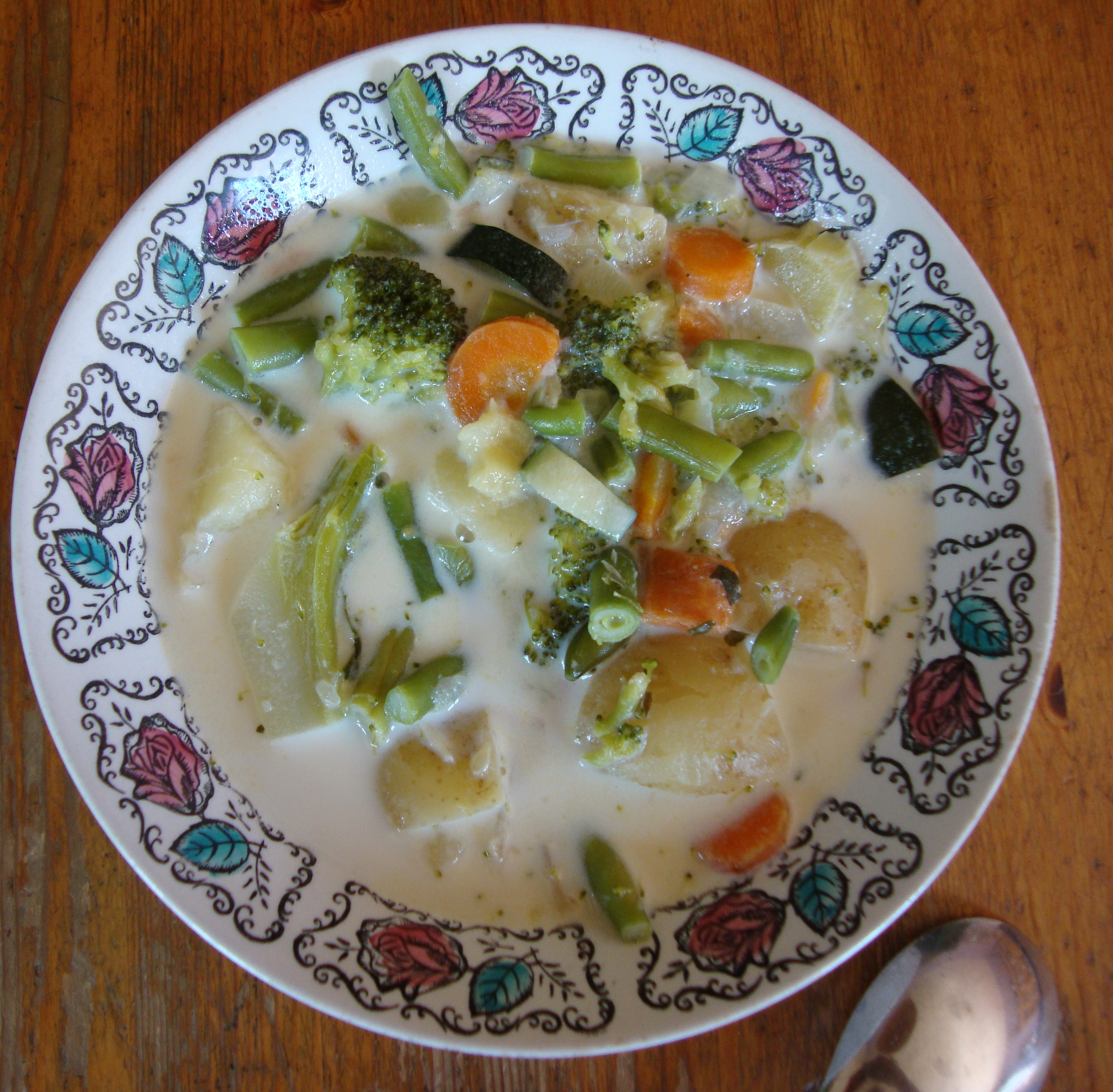
茹でたジャガイモと野菜を少量の水、牛乳、バターに入れたフィンランドの野菜スープであるケサケイット

野菜スープは葉物、キノコ、根菜類のような野菜を主な材料として作られる。トマトやカボチャなどの果実（果菜）を使用したスープも野菜スープとして扱われる。野菜スープはフォンやクリームをベースとして作られることもある。野菜以外の主な材料は、牛肉、魚、豆類、穀物、豆腐、麺類、パスタ、野菜の出汁、牛乳、クリーム、水、オリーブ油、植物油、調味料、塩、コショウなど多岐にわたる。野菜スープの中には、ピューレ状にしたものをふるいで裏ごしして滑らかな食感を作り上げるものもある。通常は温製で出されるが、ガスパチョなどの一部のスープは冷製で出される。野菜スープは前菜として出されることがある。
野菜スープは缶詰、冷凍、乾燥、粉末、インスタントなど、様々な形で大量生産されている。

## 歴史
野菜スープの起源は古代まで遡る。5世紀のローマの料理本には、「オニオンスープの先駆け」のレシピが掲載されていた。ブイヨンは1000年ころ、ポタージュは1400年代ころに言及されている。クリフォード・ライトは、キャベツスープが中世のイタリア料理において重要であったと述べた。
中央アパラチアでは、野菜スープはウィンター・スープやカントリー・スープとも呼ばれている。アパラチアの高地人は、野菜スープを12月から2月にかけて伝統的に常食している。